# Rue Chappe
La rue Chappe est une voie du 18e arrondissement de Paris, en France.

## Situation et accès

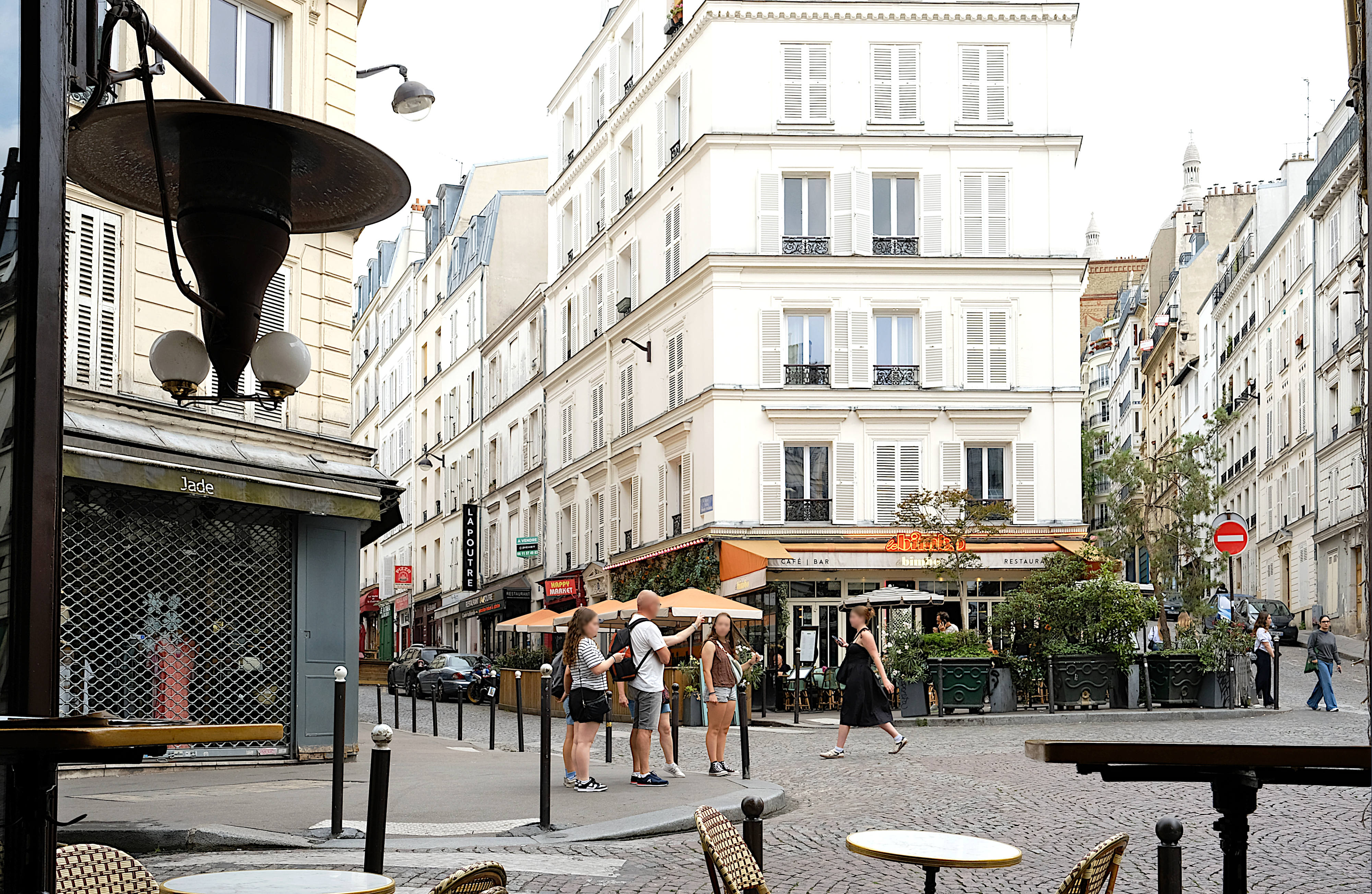
Le début de la rue (à droite ; à gauche, la rue des Trois-Frères) vu du café Le Progrès.

La rue Chappe est une voie publique située dans le 18e arrondissement de Paris. Elle débute au 6, rue des Trois-Frères et se termine au 5, rue Saint-Éleuthère.

## Origine du nom
Elle porte le nom de l'ingénieur français inventeur du télégraphe aérien Claude Chappe (1763-1805).

## Historique
Cette voie de l'ancienne commune de Montmartre entre les rues des Trois-Frères et André-Barsacq, précédemment nommée « rue du Télégraphe » à cause du voisinage de l'ancien télégraphe de Montmartre, est classée dans la voirie parisienne par un décret du 23 mai 1863 avant de prendre sa dénomination actuelle par un décret du 27 février 1867.
Par un décret du 11 août 1867, elle est prolongée entre les rues Gabrielle et Saint-Éleuthère.

## Bâtiments remarquables et lieux de mémoire
- Voie comprise en partie dans le site du vieux Montmartre.